# 賴茨 (伊利諾伊州)
賴茨（英語：Wrights）是位於美國伊利諾伊州格林縣的一個非建制地區。該地的面積和人口皆未知。

## 地理
賴茨的座標為39°22′33″N 90°17′39″W / 39.37583°N 90.29417°W，而該地的平均海拔高度為176米（即577英尺）。